# Specie di Malkaridae
Di seguito sono descritte tutte le 11 specie della famiglia di ragni Malkaridae, note al dicembre 2012.

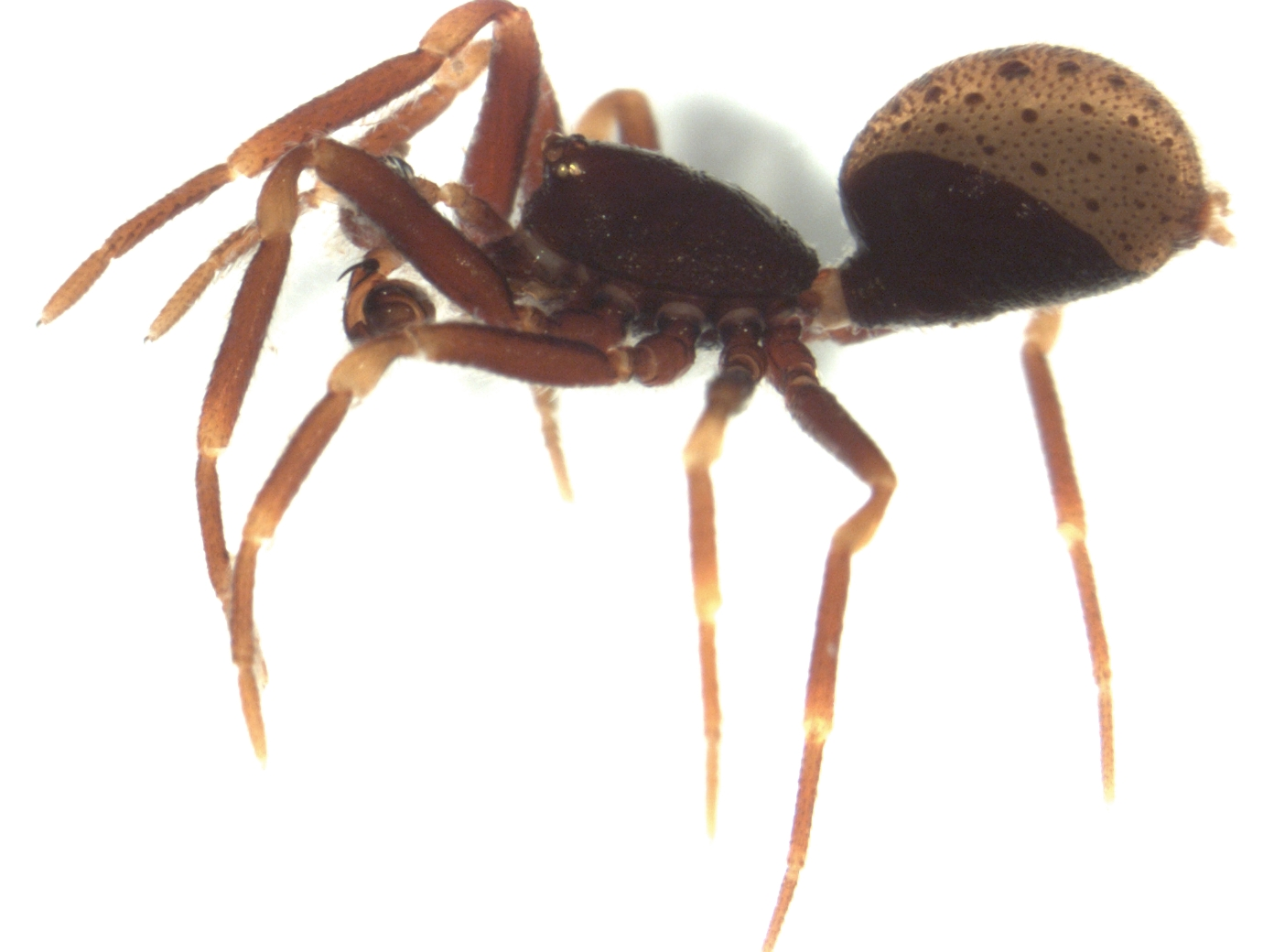
Malkara sp., maschio non ancora descritto

## Carathea
Carathea Moran, 1986
- Carathea miyali Moran, 1986 — Tasmania
- Carathea parawea Moran, 1986 — Tasmania

## Chilenodes
Chilenodes Platnick & Forster, 1987
- Chilenodes australis Platnick & Forster, 1987 — Cile, Argentina

## Malkara
Malkara Davies, 1980
- Malkara loricata Davies, 1980 — Queensland

## Perissopmeros
Perissopmeros Butler, 1932
- Perissopmeros arkana (Moran, 1986) — Nuovo Galles del Sud
- Perissopmeros castaneous Butler, 1932 — Nuovo Galles del Sud
- Perissopmeros darwini Rix, Roberts & Harvey, 2009 — Australia occidentale
- Perissopmeros foraminatus (Butler, 1929) — Victoria (Australia)
- Perissopmeros grayi (Moran, 1986) — Nuovo Galles del Sud
- Perissopmeros mullawerringi (Moran, 1986) — Australian Capital Territory
- Perissopmeros quinguni (Moran, 1986) — Nuovo Galles del Sud